# Saint-Marcouf (Calvados)
Saint-Marcouf é uma comuna francesa na região administrativa da Normandia, no departamento Calvados. Estende-se por uma área de 4,95 km². Em 2010 a comuna tinha 99 habitantes (densidade: 20 hab./km²).